# Scenopinus schulzei
Scenopinus schulzei är en tvåvingeart som beskrevs av Günther Enderlein 1943. Scenopinus schulzei ingår i släktet Scenopinus och familjen fönsterflugor. Inga underarter finns listade i Catalogue of Life.